# Paweł Marchewka
Paweł Marchewka (Ostrów Wielkopolski, 18 de abril de 1973) es un empresario polaco, desarrollador de videojuegos, fundador y director ejecutivo de Techland.

## Biografía
Paweł Marchewka nació en Ostrów Wielkopolski y desde su juventud mostró interés por los juegos de ordenador. Se graduó en economía en la Universidad de Breslavia y obtuvo un MBA en la Escuela de la Banca de Breslavia. Vive y trabaja en Breslavia.

## Carrera
En 1991, Marchewka fundó Techland, que al comienzo de su actividad se ocupó de la traducción de juegos de ordenador al polaco. En 1993, la compañía comenzó a publicar diccionarios, traductores y los primeros juegos. La compañía Carrots ha lanzado juegos como Xpand Rally (2004), Call of Juarez (2006), Dead Island (2011) y Dying Light (2015).
En 2022, la revista Forbes clasificó a Marchewka en el noveno lugar en el ranking de los polacos más ricos. Y, en 2023 menciona que es el empresario de juegos más rico de Polonia.

### En redes sociales
- Pawel Marchewka en LinkedIn (en polaco)

- Datos: Q112184618